# Ramning (luftstrid)
För andra betydelser, se Ramning.

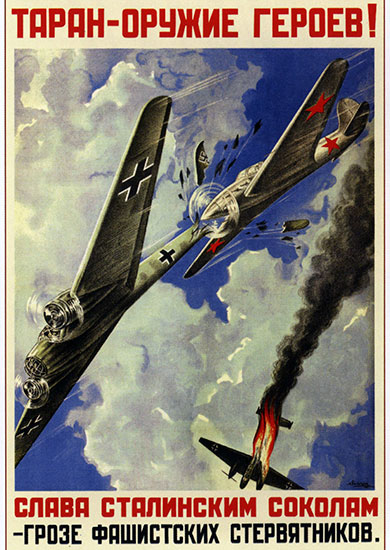
Sovjetisk VK2-propagandaaffisch som lyder “rammanfallet är hjältens vapen” (“таран - оружие героев”), som avbildar ett sovjetiskt Il-2-attackflygplan som kör in propellern i akterpartiet på ett tyskt Do 17-bombflygplan.

Ramning är en desperat luftstridsteknik där en stridspilot, vanligen en jaktpilot, med sitt flygplan avsiktligen rammar en annan luftfarkost för att nedkämpa den. Anledningen kan vara att vederbörandes flygplan har eldavbrott, saknar ammunition eller eldkraft med mera för att nedkämpa målet och därefter värderar det viktigare att målet inte utför sitt uppdrag eller återvänder hem än vederbörandes egna fortsättning. Vanligast är att målet utgörs av bombflygplan som ska bomba markmål och därmed kamrater, civila eller viktig infrastruktur, varav ramning ofta görs i skydd av andra.
Dito anfall har traditionellt kallats för rammanfall, rammangrepp eller rammstöt med mera, särskilt till sjöss (jämför tyska: Rammstoß).

## Historia
Det första rammanfallet i luften skedde 8 september 1914 under första världskriget, där ryska stabskaptenen Peter Nesterov(en) (ryska: Пётр Нестеров) avsiktligen rammade ett österrike-ungerskt spaningsflygplan med sitt eget i syfte att nedkämpa detta med sitt landställ. Anledningen var att militära flygplan vid denna tid ännu saknade fast beväpning. Anfallet lyckades men Nesterovs flygplan tog för mycket skada i ramningen och båda planen havererade. Nesterov, likt de flesta piloter för perioden, var inte fastspänd i sitt flygplan och föll till marken vid ramningen, varav han dog av fallskadorna dagen efter.

## Bildgalleri

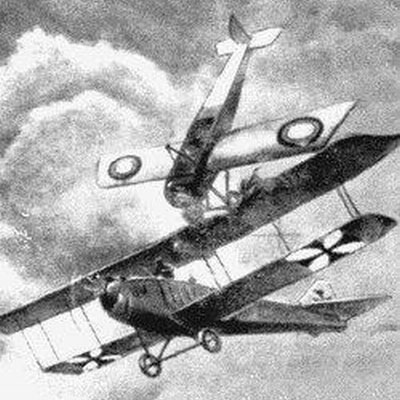
Ryska stabskaptenen Peter Nesterov(en) (Пётр Нестеров), första stridspiloten att avsiktligt ramma och nedkämpa ett fientligt flygplan i strid.
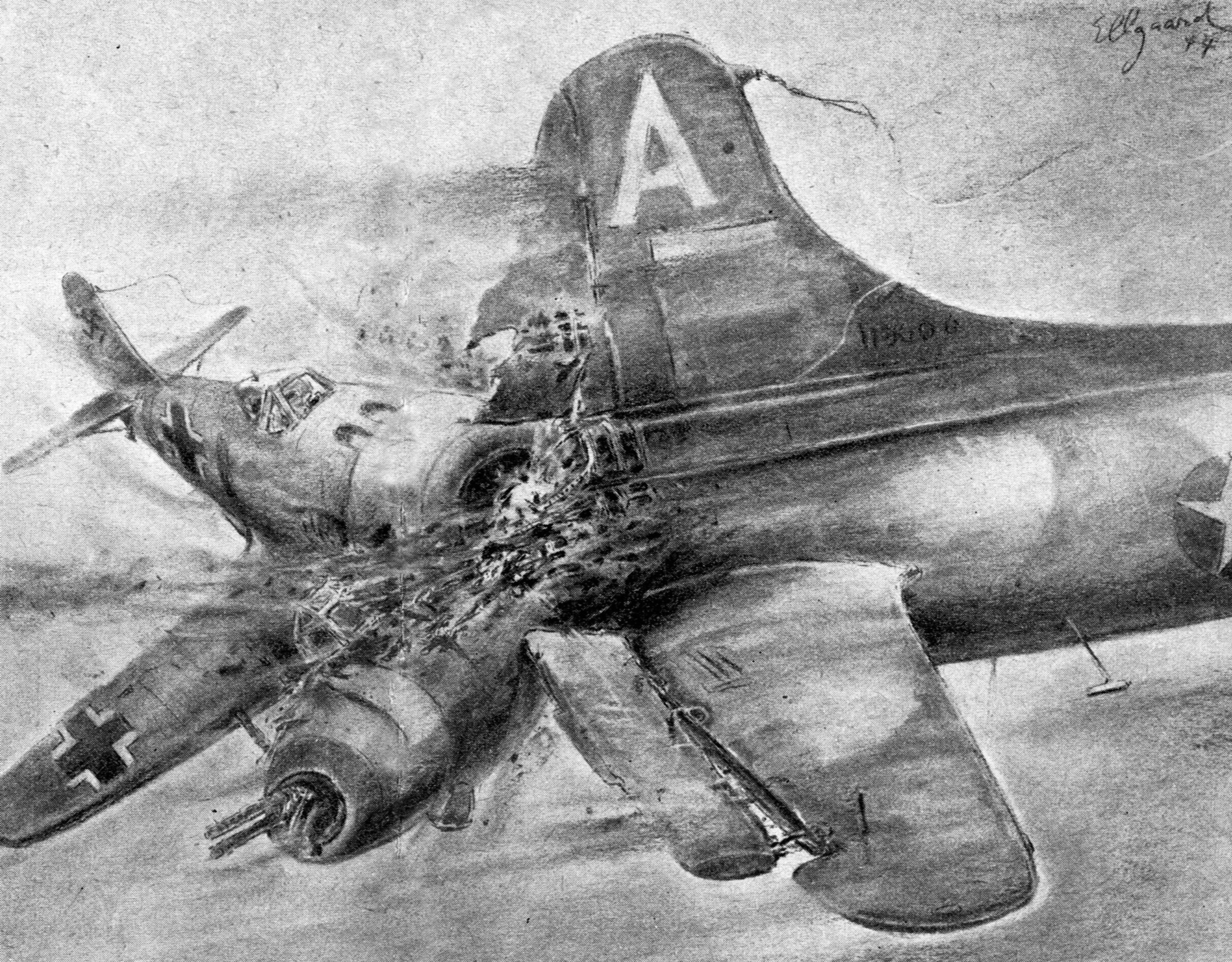
Illustration av en tysk Focke-Wulf Fw 190 som rammar stjärten av ett allierat B-17 flygande fästningen-bombflygplan under andra världskriget.